# Like an Ever Flowing Stream
Like An Everflowing Stream är det svenska death metal-bandet Dismembers debutalbum, utgivet 1991 av Nuclear Blast Records. Albumet har återutgivits flera gånger efter 1991. 1996 gavs en digipack ut, innehållande två bonuslåtar; Dismember hade även bytt layout på digipacken. 2005 återutgav Candlelight Records albumet och lade till fyra låtar.

## Låtförteckning
Alla låtar är skrivna och komponerade av Dismember. 
| Nr           | Titel                    | Längd |
| ------------ | ------------------------ | ----- |
| 1.           | Override of the Overture | 5:15  |
| 2.           | Soon to Be Dead          | 1:55  |
| 3.           | Bleed for Me             | 3:20  |
| 4.           | And So Is Life           | 3:11  |
| 5.           | Dismembered              | 5:54  |
| 6.           | Skin Her Alive           | 2:15  |
| 7.           | Sickening Art            | 3:55  |
| 8.           | In Death's Sleep         | 5:21  |
| Total längd: | Total längd:             | 31:06 |

| 9.           | Deathevocation  | 4:45  |
| 10.          | Defective Decay | 4:03  |
| Total längd: | Total längd:    | 39:54 |

| 9.           | Deathevocation       | 4:45  |
| 10.          | Defective Decay      | 4:03  |
| 11.          | Torn Apart           | 4:43  |
| 12.          | Justifiable Homicide | 3:17  |
| Total längd: | Total längd:         | 47:45 |

## Bandsättning
- Matti Kärki – sång
- David Blomqvist – gitarr
- Robert Sennebäck – gitarr
- Richard Cabeza – bas
- Fred Estby – trummor, producent, mixning

## Medverkande
- Thomas Skogsberg – producent, ljudtekniker, mixning